# Joe Sentieri
Joe Sentieri (Génova, 3 de Março de 1925 - Pescara, 27 de Março de 2007) foi um cantor italiano, activo até aos primeiros anos da década de 1980.
O seu verdadeiro nome era Rino Luigi Sentieri. Sentieri era um apaixonado pela pintura. É recordado pelo curioso saltito com que costumava terminar as suas exibições.

## Biografia
Criado num bairro popular da zona portuária de Génova, iniciou a carreira de cantor na década de 1950 exibindo-se em navios de cruzeiro e em transatlânticos que cobriam as rotas entre a Europa e os Estados Unidos da América.
Começou a cantar na América do Sul durante uma dezena de anos antes de reentrar na Itália e de prosseguir a carreira artística na sua pátria.
Venceu a edição de 1959 da Canzonissima interpretando o tema Piove de Domenico Modugno.
Durante a sua carreira participou em algumas edições do Festival de Sanremo lançando temas de sucesso como È mezzanotte e Quando vien la sera.
Na década de 1960 Sentieri teve também uma discreta carreira como actor cinematográfico interpretando uma série de musicais, filmes baseados nas suas canções em voga ou paródias de filmes célebres, tais como : Meravigliosa, A qualcuno piace calvo, Sanremo, la grande sfida e Urlatori alla sbarra (todos de 1960); Bellezze sulla spiaggia (1961); Caccia al marito, Appuntamento in Riviera e Il giorno più corto (todos de 1962). Trabalhou mais tarde com  Damiano Damiani em La moglie più bella (1970) com Ornella Muti e Io ho paura (1977).
No anos de 1981 casou com a sua companheira Dora, com a qual teve duas filhas, indo viver para Pescara.
A sua morte ocorreu algumas semanas depois de ter sofrido um AVC. Tinha 82 anos de idade.